# Курить/Не курить
«Курить/Не курить» (фр. Smoking/No Smoking) — французская кинокомедия 1993 года, снятая режиссёром Аленом Рене на основе восьми оригинальных взаимосвязанных пьес английского драматурга Алана Эйкборна под общим названием «Интимные обмены» (англ. Intimate Exchanges), премьера которых состоялась в Скарборо, родном городе автора, в 1982 году. Главные роли в фильме исполнили Сабина Азема и Пьер Ардити.
В 1994 году лента получила 5 кинопремий «Сезар», в том числе за лучший фильм и лучшую режиссуру. Фильм лауреат премии Луи Деллюка

## Сюжет
Сюжет фильма, состоящий из двух частей: «Курить» и «Не курить», начинается с одной и той же сцены: всё начинается летом, в маленькой английской деревушке в Йоркшире, где Селия Тисдейл, жена директора местной школы, выходит в сад и видит на столе пачку сигарет. Героиня берёт сигареты со стола, и закуривает («Курить»), либо нет («Не курить»). Дальнейшие события развиваются с теми же героями в разных фильмах уже по-разному. Их характеры и поведение оказываются если не прямо противоположными, то по крайней мере достаточно сильно контрастируют. И более того, примерно за час каждого фильма начинаются его вариации по принципу «или она (или он) сказала бы так…».

## В ролях
| Актёр        | Роль                                              |
| ------------ | ------------------------------------------------- |
| Сабина Азема | Селия Тисдейл/Ревенна/служанка Сильви/мама Селии  |
| Пьер Ардити  | Тоби Тисдейл/Майкл Комбс/Оливер Хепплвик/поэт Джо |